# María Núñez-Temiño y Vázquez de Coronado
María Núñez-Temiño y Vázquez de Coronado Hoces y Vega (encomienda de Monimbó, Capitanía General de Guatemala, ca. 1640 – Madrid, Corona de España, 24 de noviembre de 1720) fue la nieta del cuarto adelantado costarricense Diego Vázquez de Coronado y Rodríguez del Padrón que, luego de casarse con el gobernador de Costa Rica, le cedió su título a su marido Juan Fernández de Salinas y de la Cerda, que fue el V° adelantado de Costa Rica.

## Biografía
María Núñez-Temiño Vázquez de Coronado Hoces y Vega había nacido hacia 1640 en la entonces encomienda de Monimbó de la provincia nicaragüense —actual Masaya, declarada ciudad en 1819— de la Capitanía General de Guatemala que formaba parte del Virreinato de Nueva España, siendo hija única de Francisco Núñez-Temiño y de Agustina Vázquez de Coronado y Melgarejo.
Contrajo primeras nupcias con Juan Fernández de Salinas y de la Cerda, caballero de la Orden de Calatrava desde 1644 y gobernador de Costa Rica desde el 27 de abril de 1650, por lo que en 1660, poco antes demorir, su abuelo Diego Vázquez de Coronado y Rodríguez del Padrón le cedió su título de adelantado de Costa Rica, cuyo traspaso recién sería reconocido el 26 de julio de 1675.
Su marido falleció alrededor de 1685 y la adelantada se estableció en Madrid, donde contrajo segundas nupcias con Agustín Rodríguez de Gala, secretario del rey Carlos II y del Tribunal de la Santa Cruzada, de quien también enviudó, y como no tuvo sucesión de ninguno de sus dos matrimonios, en 1716 cedió el título a su sobrino segundo Diego Vázquez de Montiel y Ocón y Trillo, hijo único de su difunta prima hermana María de Ocón y Trillo y Vázquez de Coronado.
Fue una dama muy caritativa y religiosa, que gastó gran parte de su capital en obras de beneficencia y devoción. Finalmente María Núñez-Temiño Vázquez de Coronado fallecería en Madrid el 24 de noviembre de 1720. Dejó como heredera de sus bienes a la Orden de la Merced.